# 中国（重庆）自由贸易试验区

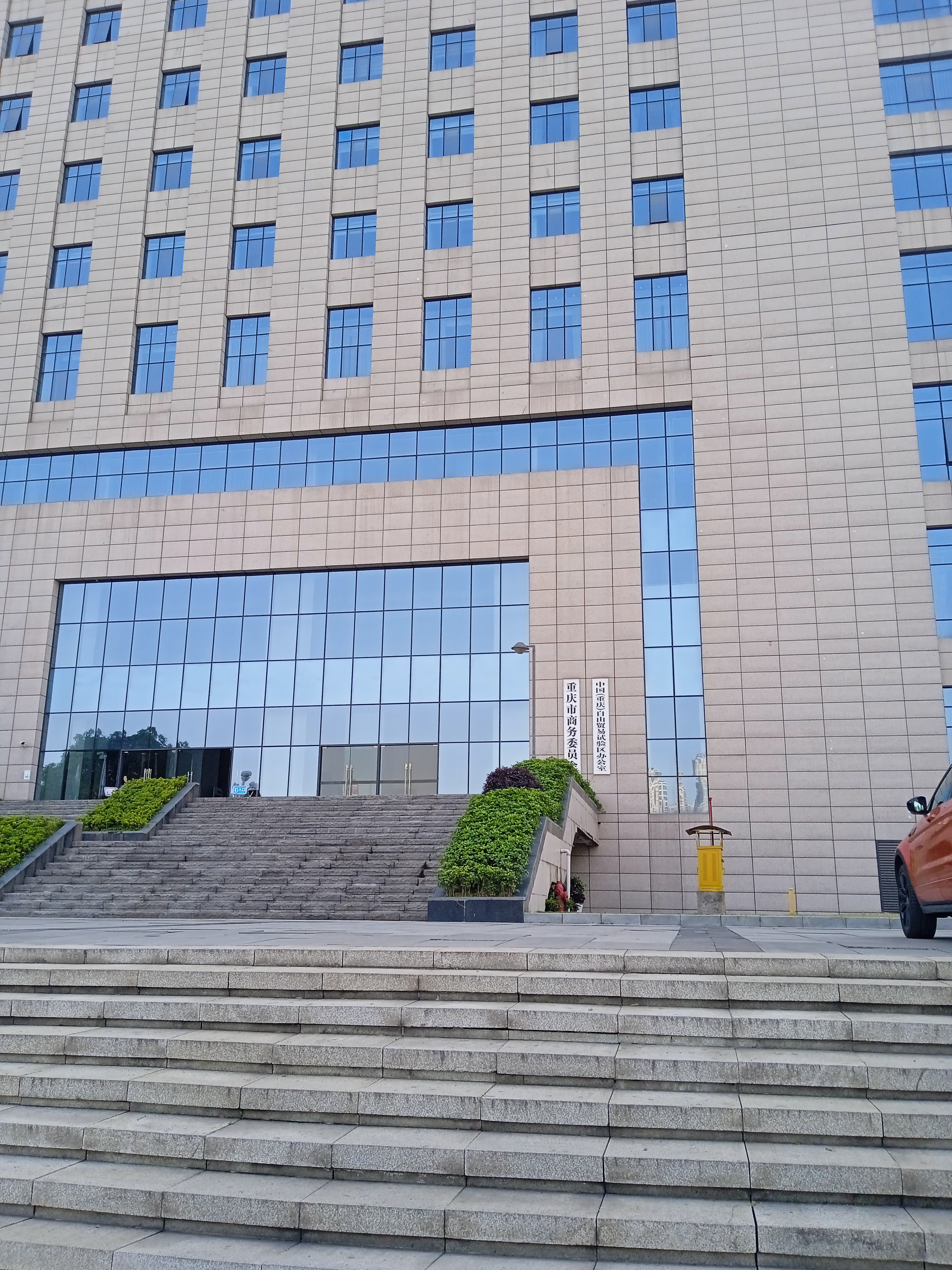
重庆自由贸易试验区办公室

中国（重庆）自由贸易试验区（英語：China (Chongqing) Pilot Free Trade Zone，简称重庆自贸区）是中国大陆第三批自由贸易园区之一，于2016年8月由国务院获批，2017年4月1日正式挂牌成立。重庆自贸区涵盖三个片区，包括两江片区、西永片区和果园港片区。

## 历史
2014年3月，重庆市市长黄奇帆在两会上参加重庆代表团审议政府工作报告时提出，建议国家建立重庆自由贸易区，初步设想面积为40平方公里。2016年1月，重庆提交了设立自贸区的申请，重庆自贸区的前期准备工作已经完成，处于等待批复阶段。
2016年8月，国务院批准重庆成立自贸区，为中国第三批自贸区。2017年3月15日，国务院印发《国务院关于印发中国（重庆）自由贸易试验区总体方案的通知》。
2017年4月1日，重庆自贸区正式挂牌成立。挂牌仪式举行后，首批60个重点项目也与重庆自贸区集中签约，签约金额802亿元人民币，签约项目涉及高端制造、金融、国际物流、总部经济等诸多领域。

## 规划方案

### 区域功能
重庆自贸区由两江片区、西永片区和果园港片区组成，总面积119.98平方公里，具体的管辖范围、区域功能如下：
- 两江片区（66.29平方公里，含重庆两路寸滩保税港区8.37平方公里），重点发展高端装备、电子核心部件、云计算、生物医药等新兴产业及总部贸易、服务贸易、电子商务、展示交易、仓储分拨、专业服务、融资租赁、研发设计等现代服务业，推进金融业开放创新，加快实施创新驱动发展战略，增强物流、技术、资本、人才等要素资源的集聚辐射能力；
- 西永片区（22.81平方公里，含重庆西永综合保税区8.8平方公里、重庆铁路保税物流中心〔B型〕0.15平方公里），重点发展电子信息、智能装备等制造业及保税物流中转分拨等生产性服务业，优化加工贸易发展模式；
- 果园港片区（30.88平方公里），重点发展国际中转、集拼分拨等服务业，探索先进制造业创新发展。

### 发展目标
根据《中国（重庆）自由贸易试验区总体方案》，重庆自贸区的发展目标是努力建成投资贸易便利、高端产业集聚、监管高效便捷、金融服务完善、法治环境规范、辐射带动作用突出的高水平高标准自由贸易园区，努力建成服务于“一带一路”建设和长江经济带发展的国际物流枢纽和口岸高地，为“一带一路”建设和长江经济带发展打好坚实基础，为全面深化改革和扩大开放探索新途径、积累新经验，发挥示范带动、服务全国的积极作用。

### 发展成效
重庆自贸区成立一个月后，与自贸区相关的两江新区、江北区等主城八区公布了自贸区业绩和工作计划。其中，两江新区实施大部制改革，整合工商、质监、食药、物价四部门职能，成立市场监管局；江北区则在2017年一季度，与自贸片区招商引资签约项目29个，涉及金额121亿元人民币；渝北区则计划抓住重庆自贸区挂牌的契机，实现进口飞机融资租赁零的突破；北碚区则力争将蔡家片区建成投资贸易便利、新兴产业聚集、监管高效便捷、法治环境规范、辐射带动作用突出的自贸试验示范区域；渝中区则计划结合城市更新与历史文化特色，推动渝中片区各板块差异化发展；南岸区则计划打造弹子石CBD总部经济区；九龙坡区则计划打造打造二郎科技创新片区、石桥铺高技术服务片区、杨家坪高端商务片区；沙坪坝区方面，西永微电园区已引进企业35家，在谈项目97个，预计达产后产值960亿元。